# Abelino Mora
Abelino Mora Inostroza (Temuco, Chile, 4 de diciembre de 1926-ibíd., 29 de diciembre de 2013), fue un jinete chileno de rodeo. Ganador en tres ocasiones del Campeonato Nacional. Hijo de Abelino Mora Hernández, agricultor y jinete, de quien heredó su vocación por el rodeo. A pesar de su corta edad logra clasificar al primer Campeonato Nacional el año 1949, ganado por Ernesto Santos y José Gutiérrez. Fue la temporada 1955-56 en donde alcanza la gloria al ganar el Campeonato Nacional de 1956 en la ciudad de Chillán junto con Eliseo Calderón. Desde el primer animal Abelino Mora y Eliseo Calderón se transforman en los favoritos del público con carreras sobre sus caballos "Cervecero" y "Latosito". Por el camino van quedando las otras parejas favoritas, pero al término del cuarto animal los ganadores son Abelino Mora y Eliseo Calderón en "Cervecero" y "Latosito", y en segundo lugar, Rodolfo Bustos y Segundo Zúñiga con "Berlina" y "Faustina". Luego sería campeón en Maipú y Valdivia, pasando a la historia del deporte huaso.
Cuando pequeño fue tres veces campeón de atletismo en el Colegio Alemán, esquiador y más tarde integró durante muchos años el Directorio de la Federación del Rodeo Chileno.
Falleció el 29 de diciembre de 2013 a los 87 años de edad en la Clínica Alemana de Temuco.

## Campeonatos nacionales
| Año  | Collera           | Caballos                 | Puntaje | Asociación |
| ---- | ----------------- | ------------------------ | ------- | ---------- |
| 1956 | Eliseo Calderón   | "Cervecero" y "Latosito" | 18      | Temuco     |
| 1961 | Miguel Lamoliatte | "Aceitaíta" y "Pluma"    | 17      | Temuco     |
| 1966 | Miguel Lamoliatte | "Aceitaíta" y "Flecha"   | 24      | Temuco     |

### Segundos campeonatos
- 1959: junto con Demetrio Villegas, montando a "Danilo" y "Chinchel" con 19 puntos.